# Heinrich Humann
Heinrich Humann (* 20. Oktober 1837 in Neuenkirchen; † 9. Mai 1915 ebenda) war Landwirt und Mitglied des Deutschen Reichstags.

## Leben
Humann war Landwirt und Gemeindevorsteher in Neuenkirchen sowie Mitglied der Gemeinde-, Amts- und Kreisvertretung bzw. des Kreisausschusses. Weiter war er Vorsitzender eines landwirtschaftlichen Bezirksvereins und mehrerer landwirtschaftlicher Genossenschaften.
Von 1889 bis 1915 war er Mitglied des Preußischen Abgeordnetenhauses und von 1893 bis 1907 des Deutschen Reichstags für den Wahlkreis Regierungsbezirk Minden 3 Bielefeld, Wiedenbrück und die Deutsche Zentrumspartei.